# Erich Joch
Erich Joch (* 17. Februar 1913 in Eisleben; † 9. März 2003 in Quedlinburg) war ein deutscher Leichtathlet.
Joch begann als Handballspieler beim TB Eisleben, später war er beim MSV Wimsdorf, bei Mars Quedlinburg, Viktoria Magdeburg und Friesen Stendal. Bei den Deutschen Meisterschaften war er 1934 und 1935 jeweils Vierter im Dreisprung, bei den Deutschen Meisterschaften 1936 belegte er mit einer Weite von 15,00 m den zweiten Platz hinter Heinz Wöllner. Bei den Olympischen Spielen 1936 sprang er 14,88 m und verpasste als Siebter knapp den Endkampf der besten sechs Springer. Insgesamt startete er dreimal im Nationaltrikot. Seine Bestleistung von 15,09 m sprang Joch am 30. Juli 1939 in Stuttgart.
1936 war Joch Unteroffizier, später war er Sportlehrer. In den 1960er Jahren war er als Trainer bei der BSG Traktor Quedlinburg.